# Lapeirousia gracilis
Lapeirousia gracilis är en irisväxtart som beskrevs av Vaupel. Lapeirousia gracilis ingår i släktet Lapeirousia och familjen irisväxter. Inga underarter finns listade i Catalogue of Life.